# Flatovertex cyaneitibialis
Flatovertex cyaneitibialis is een rechtvleugelig insect uit de familie veldsprinkhanen (Acrididae). De wetenschappelijke naam van deze soort is voor het eerst geldig gepubliceerd in 2010 door Zhang & Han.